# 静岡県幼稚園一覧
静岡県幼稚園一覧（しずおかけんようちえんいちらん）は、静岡県の幼稚園の一覧。

## 国立幼稚園
- 静岡大学教育学部附属幼稚園

## 公立幼稚園

### 浜松市

#### 中央区
- 浜松市立花川幼稚園
- 浜松市立和田幼稚園
- 浜松市立与進幼稚園
- 浜松市立豊西幼稚園
- 浜松市立笠井幼稚園
- 浜松市立中ノ町幼稚園
- 浜松市立万斛幼稚園
- 浜松市立有玉幼稚園
- 浜松市立橋爪幼稚園
- 浜松市立神久呂幼稚園
- 浜松市立伊佐見幼稚園
- 浜松市立和地幼稚園
- 浜松市立北庄内幼稚園
- 浜松市立村櫛幼稚園
- 浜松市立雄踏幼稚園
- 浜松市立南の星幼稚園
- 浜松市立芳川幼稚園
- 浜松市立白脇幼稚園
- 浜松市立飯田幼稚園
- 浜松市立可美幼稚園
- 浜松市立豊岡幼稚園
- 浜松市立三方原幼稚園
- 浜松市立初生幼稚園

#### 浜名区
- 浜松市立小松幼稚園
- 浜松市立北浜南幼稚園
- 浜松市立北浜中央幼稚園
- 浜松市立北浜北幼稚園
- 浜松市立北浜東幼稚園
- 浜松市立中瀬幼稚園
- 浜松市立上島幼稚園
- 浜松市立赤佐幼稚園
- 浜松市立赤佐西幼稚園
- 浜松市立宮口幼稚園
- 浜松市立新原幼稚園
- 浜松市立内野幼稚園
- 浜松市立西気賀幼稚園
- 浜松市立伊目幼稚園
- 浜松市立中川幼稚園
- 浜松市立中央幼稚園
- 浜松市立高台幼稚園
- 浜松市立引佐幼稚園
- 浜松市立金指幼稚園
- 浜松市立奥山幼稚園
- 浜松市立伊平幼稚園
- 浜松市立引佐北部みさと幼稚園
- 浜松市立尾奈幼稚園
- 浜松市立大崎幼稚園
- 浜松市立平山幼稚園

#### 天竜区
- 浜松市立二俣幼稚園
- 浜松市立光明幼稚園
- 浜松市立熊幼稚園
- 浜松市立上阿多古幼稚園
- 浜松市立下阿多古幼稚園
- 浜松市立犬居幼稚園
- 浜松市立気田幼稚園
- 浜松市立佐久間幼稚園

### 沼津市
- 沼津市立大平幼稚園

### 熱海市
- 熱海市立多賀幼稚園
- 熱海市立伊豆山幼稚園

- 熱海市立泉幼稚園

### 三島市
- 三島市立沢地幼稚園
- 三島市立旭ヶ丘幼稚園
- 三島市立大場幼稚園
- 三島市立松本幼稚園
- 三島市立坂幼稚園
- 三島市立徳倉幼稚園
- 三島市立錦田幼稚園
- 三島市立北幼稚園
- 三島市立南幼稚園
- 三島市立東幼稚園

### 伊東市
- 伊東市立池幼稚園
- 伊東市立伊東幼稚園
- 伊東市立宇佐美幼稚園
- 伊東市立荻幼稚園
- 伊東市立南幼稚園富士見分園
- 伊東市立八幡野幼稚園
- 伊東市立吉田幼稚園

### 富士市
- 富士市立田子浦幼稚園
- 富士市立岩松幼稚園
- 富士市立天間幼稚園
- 富士市立原田幼稚園
- 富士市立昭和幼稚園
- 富士市立富士川第一幼稚園

### 磐田市
- 磐田市立磐田北幼稚園
- 磐田市立磐田南幼稚園
- 磐田市立向笠幼稚園
- 磐田市立長野幼稚園
- 磐田市立田原幼稚園
- 磐田市立東部幼稚園
- 磐田市立竜洋幼稚園
- 磐田市立豊田北部幼稚園
- 磐田市立豊田東幼稚園
- 磐田市立豊岡北幼稚園
- 磐田市立豊岡南幼稚園

### 焼津市
- 焼津市立大富幼稚園
- 焼津市立和田幼稚園
- 焼津市立東益津幼稚園
- 焼津市立静浜幼稚園
  - 焼津市立静浜幼稚園下藤分園
- 焼津市立大井川西幼稚園
- 焼津市立大井川南幼稚園

### 掛川市
- 掛川市立さかがわ幼稚園
- 掛川市立三笠幼稚園
- 掛川市立土方幼稚園
- 掛川市立佐束幼稚園
- 掛川市立中幼稚園

### 御殿場市
- 御殿場市立御殿場幼稚園
- 御殿場市立富士岡幼稚園
- 御殿場市立原里幼稚園
- 御殿場市立原里西幼稚園
- 御殿場市立森之腰幼稚園
- 御殿場市立竈幼稚園
- 御殿場市立玉穂幼稚園

### 袋井市
- 袋井市立浅羽北幼稚園
- 袋井市立浅羽西幼稚園
- 袋井市立浅羽南幼稚園
- 袋井市立今井幼稚園
- 袋井市立田原幼稚園
- 袋井市立袋井西幼稚園
- 袋井市立袋井東幼稚園
- 袋井市立三川幼稚園
- 袋井市立若葉幼稚園

### 下田市
- 下田市立下田幼稚園

### 裾野市
- 裾野市立いずみ幼稚園
- 裾野市立西幼稚園
- 裾野市立深良幼稚園
- 裾野市立富岡第一幼稚園
- 裾野市立須山幼稚園

### 湖西市
- 湖西市立鷲津幼稚園
- 湖西市立白須賀幼稚園
- 湖西市立新所幼稚園
- 湖西市立知波田幼稚園

### 御前崎市
- 御前崎市立池新田幼稚園
- 御前崎市立白羽幼稚園
- 御前崎市立高松幼稚園

### 菊川市
- 菊川市立小笠北幼稚園

### 伊豆の国市
- 伊豆の国市立長岡幼稚園
- 伊豆の国市立共和幼稚園
- 伊豆の国市立富士美幼稚園
- 伊豆の国市立のぞみ幼稚園
- 伊豆の国市立田京幼稚園

### 牧之原市
- 牧之原市立地頭方幼稚園

### 賀茂郡
- 東伊豆町立熱川幼稚園
- 東伊豆町立稲取幼稚園
- 河津町立さくら幼稚園
- 松崎町立松崎幼稚園岩科園
- 松崎町立松崎幼稚園中川園

### 田方郡
- 函南町立春光幼稚園
- 函南町立自由ケ丘幼稚園
- 函南町立丹那幼稚園
- 函南町立二葉幼稚園
- 函南町立間宮幼稚園
- 函南町立みのり幼稚園

### 駿東郡
- 清水町立清水北幼稚園
- 清水町立清水西幼稚園
- 清水町立清水南幼稚園
- 清水町立清水幼稚園
- 長泉町立長泉幼稚園
- 長泉町立東幼稚園
- 長泉町立桃沢幼稚園
- 小山町立足柄幼稚園

### 周智郡
- 森町立天方幼稚園
- 森町立飯田幼稚園
- 森町立一宮幼稚園
- 森町立園田幼稚園
- 森町立森幼稚園

## 私立幼稚園

### 静岡市

#### 葵区
- かえで幼稚園
- 桜花幼稚園
- 横内幼稚園
- 静岡田町幼稚園
- 静岡聖母幼稚園
- こまどり幼稚園
- 静岡精華幼稚園
- 羽鳥るり幼稚園
- てるみ幼稚園
- リリー幼稚園
- 麻機幼稚園
- 常葉学園短期大学附属
とこは幼稚園
- 常葉学園短期大学附属
たちばな幼稚園
- 静岡平和幼稚園
- 千代田幼稚園
- 第一ひかり幼稚園
- 新間杉の子幼稚園
- わらべ幼稚園

#### 駿河区
（静岡県私立幼稚園振興協会加盟の園のみ掲載）
- 静岡豊田幼稚園
- 静岡聖光幼稚園
- 八幡聖母幼稚園
- 静岡なかはら幼稚園
- 水元学園ひばり幼稚園
- 丸子幼稚園
- るり幼稚園
- 静岡若葉幼稚園
- 南八幡幼稚園
- かわはらいづみ幼稚園
- やよい幼稚園
- 静岡学園幼稚園
- 静岡南幼稚園
- 大里東幼稚園
- ふじみ幼稚園
- 梨花幼稚園
- 若杉幼稚園

#### 清水区
- 興津桃花幼稚園
- めぐみ幼稚園
- さくら幼稚園
- 船原幼稚園
- 静岡サレジオ幼稚園
- 梅花幼稚園
- 江尻幼稚園
- 東海幼稚園
- 東海大学付属幼稚園
- 日本平幼稚園
- 有度幼稚園
- 八坂幼稚園
- 清水白百合幼稚園
- 若竹幼稚園
- 蒲原梅花幼稚園
- 蒲原学園幼稚園
- 東光幼稚園
- 蒲原聖母幼稚園

### 浜松市

#### 中区
- 浜松中央幼稚園
- 鴨江幼稚園
- 青葉幼稚園
- あけぼの幼稚園
- 松城幼稚園
- 城北幼稚園
- 浜松海の星幼稚園
- 普済寺幼稚園
- 蜆塚幼稚園
- 中沢幼稚園
- 日本文教幼稚園
- 駅南幼稚園
- 成子幼稚園
- 緑ケ丘幼稚園
- 佐鳴台幼稚園
- 富塚幼稚園
- 佐藤幼稚園
- 昭和幼稚園
- 相生幼稚園
- ひくま幼稚園
- 上島幼稚園
- 早出幼稚園
- 追分幼稚園
- 昭和幼稚園
- 萩丘幼稚園
- 浜松葵幼稚園
- 浜松学院大学附属幼稚園
- 平成幼稚園
- 朝田幼稚園

#### 東区
- 蒲幼稚園
- 篠ケ瀬幼稚園
- 天王幼稚園
- 海の星鷺の宮幼稚園

#### 西区
- 湖東幼稚園
- さなる幼稚園
- 志都呂幼稚園
- 花園幼稚園
- 浜名幼稚園

#### 南区
- 美波幼稚園
- 河輪幼稚園
- あすなろ幼稚園

#### 北区
- 旭ケ丘幼稚園
- 百花幼稚園
- 気賀幼稚園
- 三松幼稚園

#### 浜北区
- 北浜幼稚園

#### 天竜区
- 水窪幼稚園

### 沼津市
- 沼津学園第一幼稚園
- 沼津学園第二幼稚園
- 加藤学園幼稚園
- 沼津聖マリア幼稚園
- ルンビニ幼稚園
- 沼津梅花幼稚園
- 光長寺幼稚園
- 耕雲寺幼稚園
- 第二耕雲寺幼稚園
- 中央幼稚園
- 沼津あすなろ幼稚園
- 双葉幼稚園
- 四恩幼稚園
- 桃園幼稚園
- 象山幼稚園
- 天使幼稚園
- こずわ幼稚園
- 片浜桜幼稚園
- 愛鷹幼稚園
- 春の木幼稚園
- みくに幼稚園
- しょうえい幼稚園
- かきつばた幼稚園
- 原町幼稚園

### 熱海市
- 熱海幼稚園
- 熱海童園幼稚舎

### 三島市
- 三島恵泉幼稚園
- 星園幼稚園
- しらゆり幼稚園
- 桜ヶ丘幼稚園
- のびる幼稚園
- ピーターパン幼稚園

### 富士宮市
- 富士宮東幼稚園
- 富士宮北幼稚園
- 西ヶ丘幼稚園
- 西富士宮幼稚園
- 上野幼稚園
- 富士宮聖母幼稚園
- 万野幼稚園
- 黒田幼稚園
- 杉田幼稚園
- リーチェル幼稚園
- 富士キンダー学園
- 井沢学園青木リズム幼稚舎

### 伊東市
- 野間自由幼稚園

### 島田市
- 島田南幼稚園
- 島田北幼稚園
- 島田中央幼稚園
- 伊久美幼稚園
- 島田学園付属幼稚園
- 金谷幼稚園
- みどり幼稚園
- 六合幼稚園
- 五和幼稚園

### 富士市
- いまいづみ幼稚園
- 鈴川幼稚園
- 曙幼稚園
- 吉原聖母幼稚園
- 富士光明幼稚園
- 須津幼稚園
- 神戸幼稚園
- 富士ふたば幼稚園
- たかおか幼稚園
- するが幼稚園
- わかば幼稚園
- 富士リズム幼稚園
- ゆきよし幼稚園
- みのる幼稚園
- 藤田幼稚園
- 富士中央幼稚園
- さくら台幼稚園

### 磐田市
- 磐田聖マリア幼稚園
- 富士見幼稚園

### 焼津市
- 新屋幼稚園
- 西町幼稚園
- 焼津幼稚園
- 焼津豊田幼稚園
- 暁幼稚園
- 小川幼稚園
- 弘香幼稚園
- みなと幼稚園
- みやじま幼稚園
- 焼津中央幼稚園
- まどか幼稚園
- すみれ台幼稚園
- 三和幼稚園

### 掛川市
- 智光幼稚園
- 葛ヶ丘幼稚園
- くるみ幼稚園
- 美登里幼稚園

### 藤枝市
- 藤枝聖母幼稚園
- 藤枝順心高等学校附属幼稚園
- 藤枝東幼稚園
- 藤枝西幼稚園
- 西益津幼稚園
- 藤岡幼稚園
- 藤枝音羽幼稚園
- 稲葉幼稚園
- 高洲幼稚園
- 高洲南幼稚園
- 藤枝橘幼稚園
- 葉梨幼稚園
- 大洲幼稚園
- こばと幼稚園
- 駿河台幼稚園
- 高根幼稚園
- 広幡幼稚園
- 青島幼稚園
- 志太幼稚園
- 瀬戸谷幼稚園
- 平島幼稚園
- 岡部聖母幼稚園

### 御殿場市
- 御殿場聖マリア幼稚園
- みなみ幼稚園

### 袋井市
- 山名幼稚園

### 裾野市
- 裾野聖母幼稚園
- 裾野ひかり幼稚園

### 湖西市
- 入出しらゆり幼稚園

### 菊川市
- 中央幼稚園
- 堀之内幼稚園

### 伊豆の国市
- 寿光幼稚園

### 牧之原市
- 川崎幼稚園
- 榛原ふたば幼稚園
- みのり幼稚園
- すすき幼稚園

### 駿東郡
- エンゼル幼稚園

### 榛原郡
- ちどり幼稚園
- ひばり幼稚園
- さゆり幼稚園